# Fat Albert
Pour plus de détails, voir Fiche technique et Distribution.
Fat Albert  ou Le Gros Albert au Québec est un film américain réalisé par Joel Zwick, scénarisé par Bill Cosby et sorti en 2004. Il s'agit de l'adaptation du dessin-animé T'as l'bonjour d'Albert.

## Synopsis
Les personnages d'une fameuse série animée de Bill Cosby traversent le petit écran pour se retrouver, en chair et en os, dans la vie réelle.

## Fiche technique
- Titre : Fat Albert
- Réalisation : Joel Zwick
- Scénario : Bill Cosby et Charles Kipps
- Musique : Richard Gibbs
- Photographie : Paul Elliott
- Montage : Tony Lombardo
- Production : John Davis
- Société de production : 20th Century Fox, Davis Entertainment et The Culver Studios
- Société de distribution : CTV International (France) et 20th Century Fox (États-Unis)
- Pays :  États-Unis
- Genre : Comédie et fantastique
- Durée : 93 minutes
- Dates de sortie : 
  -  États-Unis : 25 décembre 2004
  -  France : 24 août 2005

## Distribution
- Kenan Thompson (VF : Frantz Confiac ; VQ : Patrick Chouinard) : Fat Albert Robertson
- Kyla Pratt (VF : Justine Berger ; VQ : Catherine Bonneau) : Doris Robertson
- Dania Ramírez (VF : Jocelyne « M'Bembo » Nzunga ; VQ : Geneviève Déry) : Lauri Robertson
- Shedrack Anderson III (en) (VF : Cédric Boyer ; VQ : Renaud Paradis) : Rudolph « Rudy » Davis
- Bill Cosby : lui-même
  - Keith Robinson (VF : Diouc Koma ; VQ : Frédéric Paquet) : William « Bill » Cosby, jeune
- Jermaine Williams (en) (VF : Christophe Lemoine ; VQ : Frédéric Millaire-Zouvi) : James « Mâche-Patate » (Mushmouth en VO) Mush
- Aaron Frazier (en) (VF : Daniel Njo Lobé ; VQ : Philippe Martin) : Harold Simmons
  - James E. Bynum : Harold Simmons, âgé
- Marques Houston (VF : Sydney Kotto ; VQ : Hugolin Chevrette-Landesque) : « Dumb » Donald Parker
- Omarion Grandberry (VF : Ricky Tribord ; VQ : Xavier Dolan) : Reggie
- J. Mack Slaughter (en) (VF : Adrien Antoine) : Arthur
- Alphonso McAuley (en) (VF : Cédric Ido ; VQ : Daniel Roy) : Bucky Miller
- Alice Greczyn : Becky
- Rick Overton : coach Gillespie
- Keri Lynn Pratt : Heather
- Dylan Cash : Emmitt
- Aaron Carter : Darren, l'adolescent
- Fonzworth Bentley (en) : le vendeur
- Raven-Symoné : Danielle (voix)
- Jeremy Suarez : Russell (voix)
- Earl Billings (en) : M. Mudfoot (voix)
- Jeff Garlin : Jerry (non crédité)
- Joel Madden : le camarade de classe avec un mohawk (non crédité)

Sources et légende : Version française (VF) sur VoxoFilm et version québécoise (VQ) sur Doublage Québec.